# Subprefectura de Hachijō
La Subprefectura de Hachijō (八丈支庁 Hachijō-shichō?) es una subprefectura que forma parte de la prefectura de Tokio. Administrada por la Oficina de Asuntos Generales del Gobierno Metropolitano de Tokio. Localizada al sur de las islas Izu.
Se subdivide en el pueblo de Hachijō, correspondiente a las islas de Hachijōjima y Hachijōkojima y el pueblo de Aogashima en la respectiva isla homónima de Aogashima.
También pertenecen a esta subprefectura la isla de Torishima, Sumisujima, las rocas Bayonnaise y el islote de Sōfuiwa o Sōfugan.